# VIA KM-Serie
Die VIA KM-Serie (VIA KMxxx(A)) von VIA Technologies ist eine Familie von Chipsätzen für PC-Hauptplatinen. Diese Chipsätze sind geeignet für Prozessoren von Advanced Micro Devices mit EV6-Busprotokoll und verfügen generell über einen integrierten Grafikkern (IGP). 

## Namensgebung
Die Namensgebung der KM-Serie lehnt sich an die der VIA KT-Serie an, allerdings gibt es ein paar Abweichungen. Generell lässt sich jedoch sagen, dass z. B. ein VIA KM266-Chipsatz in etwa einem VIA KT266 + integriertem Grafikkern entspricht.
Es gibt eine Variante mit dem Präfix „KLE“. Dieser Chipsatz entspricht weitestgehend der KM-Serie und wird mit in diesem Artikel behandelt.

## Southbridges
Um genau zu sein, ist KMxxx(A) nur die Marketingbezeichnung für die Northbridge des Chipsatzes. Da alle VIA Southbridges ab der VT8231 durch V-Link mit allen VIA Northbridges ab dem KT266 bzw. P4X266 kombiniert werden können, kann man nicht genau festlegen, welche Northbridge mit welcher Southbridge kombiniert ist. Wobei es natürlich aufgrund der zeitlichen Entwicklung und gewünschten Ausstattungsmerkmale seitens der Mainboard-Hersteller gewisse Präferenzen in den Kombinationen gibt:
- KM133ALE + 82C686B
- KM133ALE + 82C686B
- KLE133MA + 82C686B
- KM266ALE + VT8233
- KM400ALE + VT8235
- KM400ALE + VT8237

## Modelle

### KM133
Der KM133 besitzt einen ProSavage Grafikkern und basiert stark auf dem VIA KT133. Er bietet wie dieser Unterstützung für PC-133 Speicher und einen FSBs von 100 MHz.

### KM133A
Der KM133A erweitert den KM133 dann um die Unterstützung eines FSBs von 133 MHz. Ansonsten sind beide Chips identisch.

### KLE133
Der KLE133 ist eine Low-Cost-Version des KM133A und besitzt – wie der VIA Apollo MVP4 – nur einen Trident Blade3D Grafikkern.

### KM266
Der KM266 bietet Unterstützung für DDR-SDRAM der Typen PC-1600/DDR-200 und PC-2100/DDR-266. Außerdem wurde der integrierte Grafikkern verbessert und besteht nun aus dem ProSavageDDR Grafikkern. Außerdem besitzt er analog zum KT266 V-Link als Verbindungsart zur Southbridge. 

### KM400
Der KM400 basiert auf dem KT400. Er unterstützt also max. PC-2700/DDR-333 Speicher und einen FSBs von 166 MHz. Weiterhin kommt beim KM400 der im Vergleich zum ProSavageDDR wesentlich verbesserte UniChrome Grafikkern zum Einsatz.

### KM400A
Entgegen den Erwartungen, dass der KM400A auf dem KT400A basieren würde, ist dies nicht der Fall. Vielmehr basiert er auf dem KT600 und bietet damit einen FSB von 200 MHz und unterstützt max. PC-3200/DDR-400 Speicher. Der Grafikkern blieb allerdings unverändert.

## Modellübersicht
| Ausstattung | Name der Northbridge | Integrierter Grafikprozessor | Front Side Bus | Speichercontroller               | max. Speichergröße | AGP- Kompatibilität | Southbridge- Verbindung |
| ----------- | -------------------- | ---------------------------- | -------------- | -------------------------------- | ------------------ | ------------------- | ----------------------- |
| KM133       | VT8365               | ProSavage                    | 100 MHz EV6    | Single-Channel SDR-SDRAM PC-133  |                    | 2.0 (1×, 2×, 4×)    | PCI                     |
| KM133A      | VT8365A              | ProSavage                    | 133 MHz EV6    | Single-Channel SDR-SDRAM PC-133  |                    | 2.0 (1×, 2×, 4×)    | PCI                     |
| KLE133      | VT8361/VT8364        | Trident Blade3D              | 133 MHz EV6    | Single-Channel SDR-SDRAM PC-133  |                    | —                   | PCI                     |
| KM266       | VT8375               | ProSavageDDR                 | 133 MHz EV6    | Single-Channel DDR-SDRAM PC-2100 | 4 GB               | 2.0 (1×, 2×, 4×)    | 4× V-Link               |
| KM400       | VT8378               | UniChrome                    | 166 MHz EV6    | Single-Channel DDR-SDRAM PC-2700 | 4 GB               | 3.0 (4×, 8×)        | 8× V-Link               |
| KM400A      |                      | UniChrome                    | 200 MHz EV6    | Single-Channel DDR-SDRAM PC-3200 | 4 GB               | 3.0 (4v, 8×)        | Ultra V-Link            |